# Joseph Abbal
Pour les articles homonymes, voir Abbal.
Joseph Abbal (Basile Joseph Abbal) est un prêtre, homme politique français né le 2 mars 1799 à Labiras dans la commune de Mélagues (Aveyron) et mort le 13 novembre 1890 à Rodez (Aveyron).

## Biographie
Fils de Jean Abbal, un laboureur du hameau de Labiras, il entre dans le clergé. Curé de Gissac, il est chanoine, grand vicaire à Tarbes, puis à Rodez. Il est député de l'Aveyron de 1848 à 1849, siégeant à droite. Il est également l'auteur d'ouvrages de piété.

## Ouvrages
- (fr + la) B. J. Abbal, Le Paroissien romain latin-français, à l'usage du diocèse de Rodez, Rodez, Canitrot, 1848 (BNF 36831309).
- B. J. Abbal, Vies des saints à l'usage du diocèse de Rodez : choisies et revues par M. Abbal, vicaire général, Rodez, Carrère aîné, 1852 (BNF 30000359).